# Антикорупционен фонд
Антикорупционният фонд (АКФ) е българска организация за борба с корупцията, основана през 2017 г.

## Дейности
АКФ работи по конкретни журналистически разследвания (например „Осемте джуджета“), както и по многогодишни изследователски проекти, целящи насърчаване на активното разследване на корупционни практики от страна на българските държавни институции:
- Устойчивост на усилията за борба с корупцията: увеличаване на общественото въздействие на разследванията и участието на обществеността
- Прозрачност и отчетност на местните власти, силни общности
- EuroMoney.bg: информираност и контрол на гражданите върху това как се изпълняват проектите, финансирани от ЕС
- Нарушена легитимност: контролираният и купен вот в България, размер и влияние
- Подкрепа за независима журналистика: практически примери от Германия и България

## Финансиране
АКФ получава подкрепа от:
- Фондация „Америка за България“
- Iceland Liechtenstein Norway Active Citizens Fund (https://activecitizensfund.no/)
- Фондации „Отворено общество“
- Фондация „Конрад Аденауер“
- Посолството на Нидерландия в България
- Next Generation Bulgaria Fund (https://next-generation-bulgaria.org/)

## Разследвания
АКФ получава видимост в публичното пространство с редица видео репортажи и сигнали за корупция до публичните институции в България.